# Taurolema olivacea
Taurolema olivacea är en skalbaggsart som beskrevs av Pierre Émile Gounelle 1908. Taurolema olivacea ingår i släktet Taurolema och familjen långhorningar. Inga underarter finns listade i Catalogue of Life.